# Metrodora
Metrodora (altgriechisch Μητροδώρα, wohl zwischen 1. und 5. Jahrhundert n. Chr.) ist die Verfasserangabe zu einem griechischen medizinischen Text, Über die Krankheiten der Frauen im Bereich der Gebärmutter (Περὶ τῶν Γυναικείων παθῶν τῆς μήτρας). Diese Abhandlung deckt mehrere Bereiche der Medizin ab, vor allem der Gynäkologie und hier der Pathologie, nicht aber die Geburtshilfe. Unklar ist, ob „Metrodora“ ein Pseudonym des Verfassers, eine spätere irrtümliche Falschschreibung eines Werktitels oder der tatsächliche Name der ursprünglichen Autorin ist. Spätere Zuschreibungen des Werkes an Galenos und Kleopatra VII. beruhen dagegen auf Missverständnissen.

## Überlieferung und Inhalt
Der Text Περὶ τῶν Γυναικείων παθῶν τῆς μήτρας („Über die Krankheiten der Frauen im Bereich der Gebärmutter“) ist ausschließlich in einem Manuskript aus Pergament überliefert, das in der Biblioteca Medicea Laurenziana in Florenz unter der Handschriftennummer Ms. Flor. Laur. 75,3 aufbewahrt wird und mehrere altgriechische Texte zu medizinischen Themen beinhaltet. Vermutlich wurde die Handschrift im späten 10. oder frühen 11. Jahrhundert in Süditalien angefertigt. Der inhaltliche Schwerpunkt des Metrodora-Traktates liegt auf Krankheiten der Gebärmutter; es werden teilweise aber auch der Bauch und die Brüste thematisiert. Zusätzlich sind einige kosmetische Rezepte angehängt.
Der Ansatz der Schrift ist wie die meisten medizinischen Werke der Antike stark von den Arbeiten des Hippokrates von Kos und dem Corpus Hippocraticum beeinflusst, wobei in den Ausführungen häufig direkt auf das Material des Hippokrates zurückgegriffen wird. In Inhalt und Sprache entspricht der Text den anderen medizinischen Werken der ungefähren Entstehungszeit, wobei er diverse sonst nirgends überlieferte medizinische Präparate aufführt. In einigen Streitfragen der Symptomatik und Ätiologie bezieht er dezidiert Stellung, etwa zur Entstehung der Gebärmutterentzündung oder zur Klassifizierung der Scheidenausflüsse. Der Schwerpunkt des Werkes liegt völlig auf der Pathologie, wohingegen die Geburtshilfe und die Chirurgie keine Rolle spielen. Dabei lässt der Text praktische Erfahrung sowie Vertrautheit mit der Physiologie erkennen und erläutert sowohl Untersuchungen mit der Hand als auch solche mit einem Spekulum.
An diese in sich geschlossene Abhandlung zur Gynäkologie schließt sich ohne äußerlichen Bruch ein zweiter Teil an, der aus Exzerpten und wörtlichen Zitaten aus anderen medizinischen Schriften besteht. Hiervon ist besonders Alexander von Tralleis zu nennen, aus dessen Werk sich der gesamte letzte Abschnitt der Schrift speist. Es wird jedoch davon ausgegangen, dass diese Passagen nicht zu der ursprünglichen Abhandlung „Über die Krankheiten der Frauen im Bereich der Gebärmutter“ gehören, sondern deutlich später entstanden und erst bei einer mittelalterlichen Abschrift versehentlich mit dem vorangehenden Traktat zusammengeschlossen wurden.

## Verfasserfrage
Wer die Schrift „Über die Krankheiten der Frauen im Bereich der Gebärmutter“ verfasst hat, ist unklar. Als Verfasserangabe findet sich in der mittelalterlichen Handschrift der Name Metrodora (Μητροδώρα), um dessen Identifizierung viel gerätselt wurde. Wird er wörtlich genommen, handelt es sich um den seltenen Fall einer weiblichen Autorschaft eines antiken Textes. Aus der Antike sind einige Beispiele von Frauen bekannt, die in der Gynäkologie tätig waren, wohingegen sie in anderen Bereichen der Medizin deutlich seltener waren. In der Forschung wird jedoch häufig angenommen, dass ein ursprünglicher Titel des Werkes „metros dora“ (μητρός δῶρα) gelautet habe und es sich bei der späteren Angabe „Metrodora“ um eine Falschschreibung davon handele. „Metros dora“ lässt sich als „Geschenke der Mutter“ übersetzen und wäre als Überschrift eines Ratgebers für Frauen im heiratsfähigen Alter plausibel.
Schließlich wird auch die Möglichkeit diskutiert, „Metrodora“ sei zwar der ursprüngliche Verfassername, unter dem die Schrift publiziert worden sei; dahinter verberge sich aber keine tatsächliche Verfasserin dieses Namens. Dafür spricht vor allem der Namensbestandteil „Metro-“, der im Altgriechischen entweder auf „meter“ (μήτηρ, deutsch „Mutter“) oder auf „metra“ (μήτρα, deutsch „Gebärmutter, Mutterleib“) zurückzuführen ist, was eine gezielte Auswahl des Namens passend zum Inhalt des Werks vermuten lassen könnte. Sollte dieser Gedankengang zutreffen, ist wiederum nicht klar, ob sich hinter der Publikation eine weibliche Autorin verbirgt oder ein männlicher Autor, der seinen Ausführungen durch die Zuschreibung der Autorschaft an eine Frau mehr Glaubwürdigkeit verleihen wollte.
Zu einer kosmetischen Rezeptur in dem Werk wird angegeben, es sei auch von einer „Berenike, auch genannt Kleopatra“ verwendet worden. Das veranlasste einige spätere Autoren dazu, den Text in der mittelalterlichen Handschrift fälschlicherweise der berühmten Königin Kleopatra VII. von Ägypten zuzuschreiben. Die lateinische Übersetzung wurde in der Renaissance teilweise irrtümlich dem antiken Arzt Galenos zugeschrieben.

## Datierung
Die Datierung der Schrift ist schwierig; zumal keine älteren Namen genannt werden, aufgrund derer man einen frühestmöglichen Zeitpunkt für die Entstehung erschließen könnte. Die Nutzung eines Spekulum zur Untersuchung der Vagina ist ein Hinweis darauf, dass die Schrift frühestens im 1. Jahrhundert n. Chr. entstanden ist. Gleichzeitig fehlen Einflüsse medizinischer Konzepte und Autoren, die sich in der Spätantike verbreiteten, etwa des Soranos von Ephesos, des Galenos oder der naturwissenschaftlichen Nachschlagewerke dieser Zeit. Das wird als Anzeichen gedeutet, dass das Entstehungsdatum von „Über die Krankheiten der Frauen im Bereich der Gebärmutter“ vor dem 5. Jahrhundert n. Chr. gelegen haben dürfte.

## Wirkung
Eine lateinische Übersetzung von „Über die Krankheiten der Frauen im Bereich der Gebärmutter“ ist nicht in mittelalterlichen Handschriften, sondern nur noch in einer gedruckten Edition des 16. Jahrhunderts überliefert und lässt sich nicht genauer datieren. 1566 wurde Material aus dem Werk in Caspar Wolfs Harmonia Gynaeciorum, der ersten gynäkologischen Enzyklopädie der Renaissance, wiedergegeben (Neuauflagen 1586–1588 von Caspar Bauhin und 1597 von Israel Spach), wobei Kleopatra als Verfasserin genannt wurde.
Von der wissenschaftlichen Forschung wurde der Traktat erstmals Ende des 19. Jahrhunderts wahrgenommen. Der vollständige Text wurde erstmals 1945 von Aristoteles Kousis publiziert; eine kritische Edition steht jedoch noch aus und die Forschungslage zu der Schrift ist vergleichsweise schlecht.
Judy Chicago widmete Metrodora eine Inschrift auf den dreieckigen Bodenfliesen des Heritage Floor ihrer 1974 bis 1979 entstandenen Kunstinstallation The Dinner Party. Die mit dem Namen Metrodora beschrifteten Porzellanfliesen sind dem Platz mit dem Gedeck für Hypatia zugeordnet.

## Ausgaben
- Aristoteles P. Kousis: Metrodora’s work ‘On the feminine diseases of the womb’ according to the Greek codex 75, 3 of the Laurentian Library. In: Praktika tes Akademias Athenon. Band 20, 1945 (erschienen 1949), S. 46–68.
- Giorgio del Guerra: Il libro di Metrodora sulle malattie delle donne e Il ricettario di cosmetica e terapia. Ceschina, Mailand 1953 (altgriechischer Text und italienische Übersetzung).
  - Nachdruck unter dem Titel: Metrodora: Medicina e cosmei ad uso delle donne. Mimesis, 1994.
- Marie-Helene Congourdeau: Mètrodôra et son œuvre. In: Evelyne Patlagean (Hrsg.): Maladie et Societe a Byzance. Centro italiano di study sull’Alto Medioevo, Spoleto 1993, S. 57–96 (französische Übersetzung).
- Holt N. Parker: Metrodora: The Gynecology. 2024. (Edition und englische Übersetzung)